# 소련의 아카데미 국제영화상 출품작

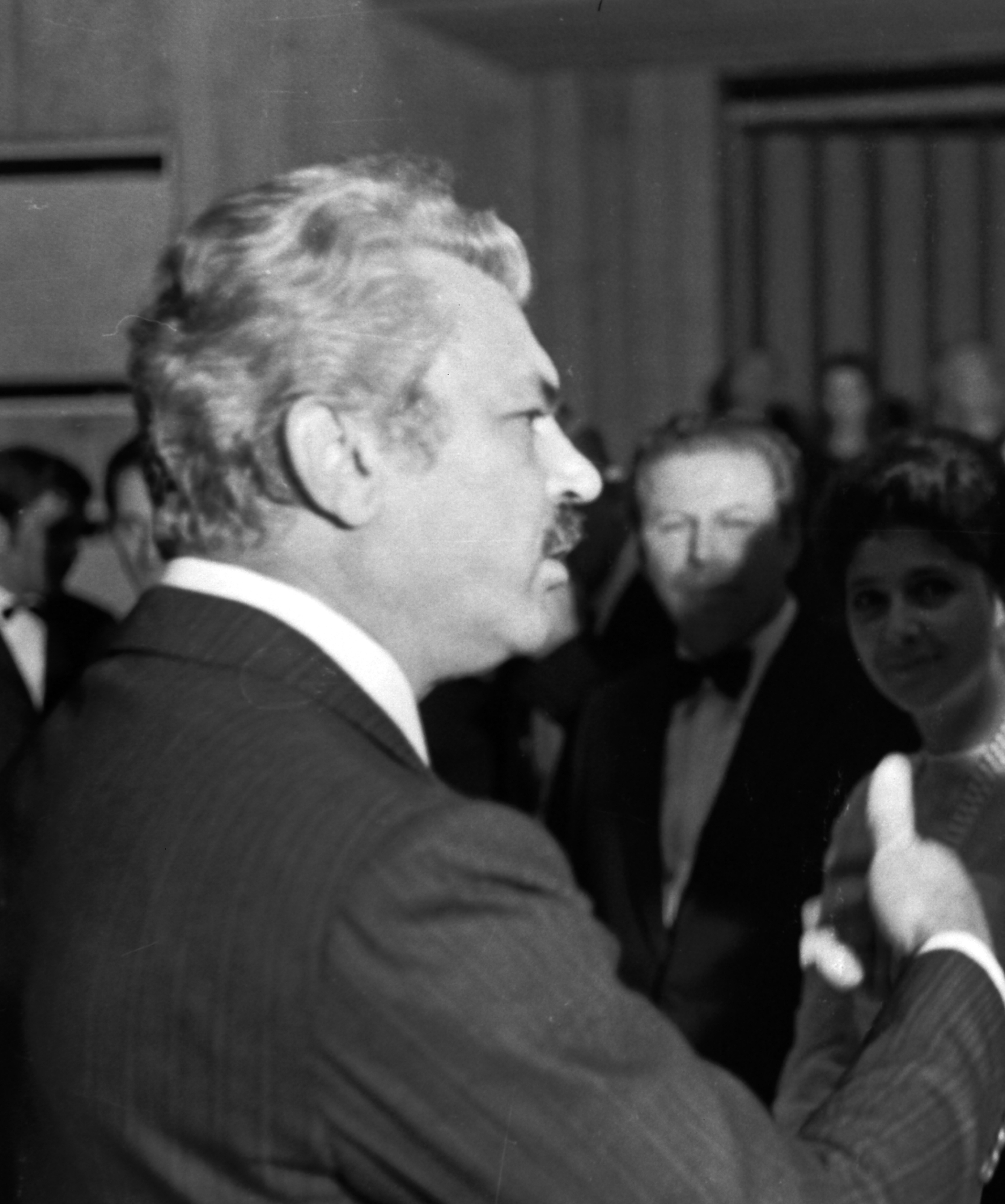
1968년 세르게이 본다르추크는 《전쟁과 평화》로 외국어영화상을 수상한 최초의 소련 영화감독이 되었다.

소련은 1963년부터 1991년까지 미국 영화예술과학 아카데미에서 주관하는 아카데미상 국제영화상 부문에 자국 영화를 출품하였다. 소련이 출품하던 당시 부문상 명칭은 '외국어 영화상'이었으며, 매년 영어가 아닌 언어로 제작된 국제 장편영화를 대상으로 수여되었다.
아카데미 측은 매년 세계 각국에 본 경쟁부문에 작품을 제출해줄 것을 요청하며, 이때 한 국가당 한 작품씩 출품이 허가된다. 소련은 1968년~1984년까지 총 9차례 최종후보에 올랐으며, 그 가운데 《전쟁과 평화》, 《데르수 우잘라》, 《모스크바는 눈물을 믿지 않는다》의 세 작품은 외국어영화상을 수상하는 등 뛰어난 수상 기록을 보유하고 있었다. 최종후보작 가운데 8편은 러시아 영화사에서 제작되었으며, 소련 붕괴 이후로는 러시아가 그 계통을 이어받아 수상작 《위선의 태양》 1편을 비롯하여 총 7차례 최종후보에 올랐다.

## 출품작
매년 영화 예술 과학 아카데미는 각국에 아카데미 국제영화상 후보를 위한 최고의 영화를 출품해달라는 요청을 전달한다. 이렇게 출품된 각국의 영화들을 국제영화상위원회에서 전부 검토하게 되며, 비밀투표를 거쳐 최종후보 다섯 작품을 선정한다.  소련의 경우 1963년 아카데미상부터 처음 출품하기 시작하였으며, 1987년 출품작 《회개》가 조지아어로 제작된 것을 제외하면 전 작품이 러시아어로 제작되었다. 1975년 출품작 《데르수 우잘라》는 일본 감독 구로사와 아키라가 연출을 맡은 소련-일본 공동 제작 영화였으며, 1981년 출품작은 다큐멘터리, 1987년~1988년 출품작은 소련 당국의 검열로 수년간 개봉이 미뤄진 작품들이었다.
소련은 여러 공화국으로 이루어진 연방이었으나 영화만큼은 전국 각지의 출연진과 제작진이 참여하는 것이 일반적이었다. 다만 각 공화국마다 자체 영화사가 개업하였기에, 이하의 목록에서 '제작국가'란 영화가 제작된 영화사가 자리했던 소비에트 공화국을 가리킨다. 다만 러시아 SFSR 이외 지역의 영화라고 하더라도 러시아어로 제작되는 경우가 일반적이었으며, 예외가 있었다면 상술한 1987년 출품작 《회개》가 있었다.
| 연도 (회차)     | 제목                          | 원제                    | 감독                                        | 제작국가                 | 결과   |
| --------------- | ----------------------------- | ----------------------- | ------------------------------------------- | ------------------------ | ------ |
| 1963년 (제36회) | 이반의 어린 시절              | Иваново детство         | 안드레이 타르코프스키                       | 러시아 SFSR              | 미후보 |
| 1968년 (제4회)  | 전쟁과 평화                   | Война и мир             | 세르게이 본다르추크                         | 러시아 SFSR              | 수상   |
| 1969년 (제42회) | 카라마조프의 형제             | Братья Карамазовы       | 키릴 라프로프 이반 피르예프 미하일 울랴노프 | 러시아 SFSR              | 후보   |
| 1971년 (제44회) | 차이코프스키                  | Чайкoвский              | 이고르 탈란킨                               | 러시아 SFSR              | 후보   |
| 1972년 (제45회) | 조용한 새벽                   | А зори здесь тихие      | 스타니슬라프 로스토츠키                     | 러시아 SFSR              | 후보   |
| 1973년 (제46회) | 해방                          | Освобождение            | 유리 오제로프                               | 러시아 SFSR              | 미후보 |
| 1974년 (제47회) | 사나운 이                     | Лютый                   | 톨로무시 오케예프                           | 키르기스 SSR 카자흐 SSR  | 미후보 |
| 1975년 (제48회) | 데르수 우잘라                 | Дерсу Узала             | 구로사와 아키라                             | 러시아 SFSR              | 수상   |
| 1976년 (제49회) | 그들은 조국을 위해 싸웠다     | Они сражались за родину | 세르게이 본다르추크                         | 러시아 SFSR              | 미후보 |
| 1977년 (제50회) | 고양                          | Восхождение             | 라리사 셰피트코                             | 러시아 SFSR              | 미후보 |
| 1978년 (제51회) | 화이트 빔, 블랙 이어          | Белый Бим Черное ухо    | 스타니슬라프 로스토츠키                     | 러시아 SFSR              | 후보   |
| 1979년 (제52회) | 가을의 마라톤                 | Осенний марафон         | 게오르기 다넬리야                           | 러시아 SFSR              | 미후보 |
| 1980년 (제53회) | 모스크바는 눈물을 믿지 않는다 | Москва слезам не верит  | 블라디미르 멘쇼프                           | 러시아 SFSR              | 수상   |
| 1981년 (제54회) | 오 스포츠여, 너는 평화로구나! | О спорт, ты – мир!      | 유리 오제로프                               | 러시아 SFSR              | 미후보 |
| 1982년 (제55회) | 개인사                        | Частная жизнь           | 율리 라이즈만                               | 러시아 SFSR              | 후보   |
| 1983년 (제56회) | 바사                          | Васса                   | 글레브 판필로프                             | 러시아 SFSR              | 미후보 |
| 1984년 (제57회) | 전시의 로맨스                 | Военно-полевой роман    | 표트르 토도로프스키                         | 우크라이나 SSR           | 후보   |
| 1985년 (제58회) | 캄앤씨                        | Иди и смотри            | 엘렘 클리모프                               | 벨로루시 SSR 러시아 SFSR | 미후보 |
| 1986년 (제59회) | 야생 비둘기                   | Чужая белая и рябой     | 세르게이 솔로프요프                         | 러시아 SFSR              | 미후보 |
| 1987년 (제60회) | 회개                          | Покаяние                | 텡기즈 압둘라즈                             | 그루지야 SSR             | 미후보 |
| 1988년 (제61회) | 코미사르                      | Комиссар                | 알렉산드르 아스콜도프                       | 러시아 SFSR              | 미후보 |
| 1989년 (제62회) | 제로그라드                    | Город Зеро              | 카렌 샤흐나자로프                           | 러시아 SFSR              | 미후보 |
| 1990년 (제63회) | 택시 블루스                   | Такси-блюз              | 파벨 룬긴                                   | 러시아 SFSR              | 미후보 |
| 1991년 (제64회) | 나가!                         | Изыди!                  | 드미트리 아스트라한                         | 러시아 SFSR              | 미후보 |

## 같이 보기
- 소련 영화
- 《모스크바의 역습》 - 1942년 소련 다큐멘터리 영화, 제15회 아카데미상 최우수 다큐멘터리상 수상작
- 아카데미 국제영화상 수상작 및 후보작 목록
- 러시아의 아카데미 국제영화상 출품작
- 아르메니아의 아카데미 국제영화상 출품작
- 아제르바이잔의 아카데미 국제영화상 출품작
- 아르메니아의 아카데미 국제영화상 출품작
- 아제르바이잔의 아카데미 국제영화상 출품작
- 벨라루스의 아카데미 국제영화상 출품작
- 에스토니아의 아카데미 국제영화상 출품작
- 조지아의 아카데미 국제영화상 출품작
- 카자흐스탄의 아카데미 국제영화상 출품작
- 키르기스스탄의 아카데미 국제영화상 출품작
- 라트비아의 아카데미 국제영화상 출품작
- 리투아니아의 아카데미 국제영화상 출품작
- 몰도바의 아카데미 국제영화상 출품작
- 타지키스탄의 아카데미 국제영화상 출품작
- 우크라이나의 아카데미 국제영화상 출품작
- 우즈베키스탄의 아카데미 국제영화상 출품작